# Spiloxene aemulans
Spiloxene aemulans là một loài thực vật có hoa trong họ Hypoxidaceae. Loài này được (Nel) Garside miêu tả khoa học đầu tiên năm 1936.